# Cyclocephala pilosa
Cyclocephala pilosa är en skalbaggsart som beskrevs av Dupuis 2006. Cyclocephala pilosa ingår i släktet Cyclocephala och familjen Dynastidae. Inga underarter finns listade i Catalogue of Life.